# Carte de Soleto
 (juin 2022).
Si vous disposez d'ouvrages ou d'articles de référence ou si vous connaissez des sites web de qualité traitant du thème abordé ici, merci de compléter l'article en donnant les références utiles à sa vérifiabilité et en les liant à la section « Notes et références ».
La Carte de Soleto est une carte géographique supposée représenter l'ancien péninsule de Salente, gravée sur un ostracon provenant d'un vase messapien. Il s'agit probablement de la plus ancienne carte de l'antiquité classique. Daté du VIe au Ve siècle av. J.-C., il est actuellement conservé au Musée archéologique national de Tarente.
Il existe une certaine controverse quant à la datation de cette carte. Le fragment de céramique est certainement datable du VIe siècle av. J.-C., les inscriptions, en revanche, pourraient être postérieures,.

## La découverte
L'objet a été découvert lors de fouilles archéologiques à l'intérieur d'un grand bâtiment messapien en août 2003 à Soleto par l'archéologue belge Thierry van Compernolle. Il est témoins des relations existantes entre les Iapyges, les Messapiens et les Grecs au Ve siècle av. J.-C.

## La carte
L'artefact est fragment de vase attique émaillé en noir, un ostrakon dont les dimensions sont de 5,9 cm sur 2,9 cm, et sur lequel est gravé le littoral de la péninsule de Salente ainsi que deux noms de lieux grecs et onze noms indigènes, dont les positions sont indiquées par des points. On peut reconnaître les noms de Tarente écrits en grec (Τάρας, Taras) et d'Otrante, Nardò, Ugento, Soleto et Santa Maria di Leuca écrits en messapien, tandis que sur les côtés sont schématiquement indiqués la mer Ionienne et la mer Adriatique symbolisées par des lignes en W.
L'inscription coupée en deux en haut à droite, correspondant au site actuel de la ville de Roca Vecchia, montre que la carte originale était plus grande que le fragment qui nous est parvenu.
L'analyse épigraphique et l'aspect alphabétique des toponymes transcrits sur l'ostrakon ont permis d'établir que l'abréviation du toponyme Graxa n'est pas en alphabet grec, mais en alphabets grecs archaïques de type rouge en usage à Tarente. En effet, les chercheurs Carlo De Simone et Mario Lombardo affirment que seul le toponyme Taras figure dans l'alphabet grec. Derrière cette découverte se cache donc la date de ce qui fut certainement la première langue tarentaise avec toutes ses particularités linguistiques, c'est-à-dire lexical, morphologique, phonétique et des intonations.
La carte démontre également que les Grecs de l'Antiquité s'intéressaient à la représentation des zones géographiques avant même les Romains. Cette découverte place les historiens devant le problème de la reconsidération des débuts de la cartographie antique. En fait, la plupart des cartes classiques existantes sont romaines et ont été datées d'après la naissance du Christ.

## Interprétation possible de la carte
Le tableau d'interprétation suivant se base sur la position des noms sur la carte et les emplacements actuels correspondants, les témoignages d'historiens et de géographes antiques, les pièces de monnaie trouvées avec les noms des villes antiques, et les traces des murs messapiens.
| En messapien | Sur la carte de Soleto | En latin (texte de Pline l'ancien liv.III,11) | Villes italienne            |
| ------------ | ---------------------- | --------------------------------------------- | --------------------------- |
| Hydrus       | (ΗΥΔΡ)                 | Hydruntum                                     | Otrante                     |
| Taras        | (ΤΑΡΑΣ)                | Tarentum                                      | Taranto                     |
| Bal..étion   | (ΒΑΛ)                  | Aletium                                       | Alezio                      |
| Ozan         | (ΟζΑΝ)                 | Uzentum                                       | Ugento                      |
| Nar..etòn    | (ΝΑΡ)                  | Neretum                                       | Nardò                       |
| Sol..lytos   | (ΣΟΛ)                  | Soletum desertum                              | Soleto                      |
| Mios         | (ΜΙΟΣ)                 | --                                            | Muro Leccese                |
| Sty..bar     | (ΣΤΥ)                  | --                                            | Cavallino ? Sternatia ?     |
| Lios         | (ΛΙΟΣ)                 | Veretum / Leuka (Strabon VI 6.3.5)            | Cap de Santa Maria di Leuca |
| Lik..tos     | (ΛΙΚ)                  | Castrum Minervae                              | Castro                      |
| Basta        | (ΒΑΣ)                  | Basta                                         | Vaste                       |
| Thuria       | (ΥΡΙΑ)                 | Thuria sallentina (Tite-Live X.2)             | Roca Vecchia                |
| Graxa        | (ΓΡΑΧΑ)                | --                                            | Gallipoli ? Porto Cesareo ? |

## Sources historiques
Les seules sources dont nous disposons sont Strabon (qui a parcouru cette région et écrit à l'époque augustéenne) et Pline. Le premier confirme l'existence d'une route « sallentine » menant de Tarente à la cité antique de Vereto et de là à Otrante, qu'il décrit comme plus pratique que la circumnavigation par la mer. Pline ajoute que de Vereto on atteint Otrante en 19 milles, en touchant Vaste. Au cours des siècles suivants, la route Vereto-Otrante passait par Castro (Castrum Minervae), comme l'indique la Table de Peutinger (copie médiévale d'un original romain du IVe siècle).
Strabon dit :

« Ceux qui ne peuvent pas prendre la route (vers Brindisi) passent à l'est de Saseno vers Otranto et de là, avec un vent favorable, se dirigent vers le port de Brindisi,  débarquent et continuent par la route terrestre la plus courte, en se dirigeant vers Rudiae, la patrie d'Ennio. »

Les auteurs romains ne font aucune mention de Cavallino et de Muro, ce qui signifie que ces deux centres ont été complètement détruits avant l'époque augustéenne. Cependant, depuis que les murs messapiens ont été mis au jour, ils auraient été des centres importants au Ve siècle av. J.-C., période de laquelle date la carte.

## Sources numismatiques
Pour le nom messapien de Nardò, les pièces de monnaie portant l'inscription ΝΑΡΗΤΙΝΩΝ (génitif pluriel 'de Naretini') sont confirmées. Pour les pièces d'Ugento, l'inscription est exactement OZAN, tandis que pour Alezio, on lit ΒΑΛΕΘΑΣ.
Sur d'autres pièces, on trouve l'inscription ΓΡΑ, mais ces pièces sont probablement de tarentines et non messapiennes, et en fait, la plupart des découvertes ont été faites dans les environs de Tarente. Il est peu probable que GRAXA soit identifié à Gallipoli, l'emplacement sur la carte serait déplacé vers le nord jusqu'à la position de l'actuel Porto Cesareo (Scalo di Furno). La carte datant du Ve siècle av. J.-C., il est très probable que la ville de Gallipoli n'existait pas ou était simplement le port d'Alezio. Ou, comme dans le cas de MIOΣ (Muro Leccese), la position sur la carte serait décalée vers le nord en raison de contraintes d'espace.
Il existe d'autres pièces de monnaie portant l'inscription ΣΤΥ, mais il est difficile de retrouver le nom messapien de la ville. La seule ville messapienne au nord de Soleto, et dont les murs ont été retrouvés, est le site actuel de Cavallino.

## Authenticité
L'authenticité de la carte de Soleto est encore débattue à ce jour. En effet certains points posent problème.

### Arguments en faveur de l'authenticité
- Les initiales des noms de villes messapiennes jusqu'alors inconnues (LIK, MIOS, STY, LIOS) ou noms archaïques de celles déjà connues (BAL, NAR, HYDR) ;
- les positions géographiques relatives assez précises ;
- la datation du support autour de la fin du VIe et du début du Ve siècle av. J.-C., effectuée par analyse au carbone 14, est avérée ;

### Arguments en défaveur de l'authenticité
- Indication des villes sous forme de points comme sur les cartes modernes et non avec les maisons typiques des cartes anciennes ;
- l'utilisation des noms de lieux sous une forme abrégée comme dans les cartes modernes, qui n'a pas d'équivalent dans la cartographie ancienne ;
- les éléments dépeints luttent tous pour coexister dans la même période historiographique ;
- l'utilisation de caractères grecs d'une époque un peu plus récente, incompatible avec le grec messapien jusqu'au IIe siècle av. J.-C. ;
- des noms de villes compatibles uniquement avec des théories obsolètes.